# Каварња
Каварња (итал. Cavargna) је насеље у Италији у округу Комо, региону Ломбардија.
Према процени из 2011. у насељу је живело 232 становника. Насеље се налази на надморској висини од 1059 м.

## Становништво
| 1936. | 1951. | 1961. | 1971. | 1981. | 1991. | 2001. | 2011. |
| ----- | ----- | ----- | ----- | ----- | ----- | ----- | ----- |
| 704   | 676   | 638   | 537   | 457   | 382   | 315   | 242   |